# Богодуховское сельское поселение (Павлоградский район)
Богодуховское се́льское поселе́ние — муниципальное образование в Павлоградском районе Омской области Российской Федерации.
Административный центр — село Богодуховка.

## История
Статус и границы сельского поселения установлены Законом Омской области от 30 июля 2004 года № 548-ОЗ «О границах и статусе муниципальных образований Омской области».

## Население
| 2010 | 2011  | 2012  | 2013  | 2014  | 2015 | 2016 | 2017 |
| ---- | ----- | ----- | ----- | ----- | ---- | ---- | ---- |
| 1014 | ↘1013 | ↗1015 | ↗1016 | ↘998  | ↘981 | ↗987 | ↘968 |
| 2018 | 2019  | 2020  | 2021  | 2023  |      |      |      |
| ↘960 | ↗973  | ↘968  | ↗1027 | ↘1015 |      |      |      |

Гендерный состав
По данным Всероссийской переписи населения 2010 года в гендерной структуре населения из 1014 человек мужчин — 509, женщин — 505	(50,2 и 49,8 % соответственно)

### Национальный состав
Согласно результатам переписи 2002 года, в национальной структуре населения большинство составляли русские.

## Состав сельского поселения
| № | Населённый пункт | Тип населённого пункта       | Население |
| - | ---------------- | ---------------------------- | --------- |
| 1 | Богодуховка      | село, административный центр | ↘1015     |